# Дружба (Вологодская область)
Дружба — посёлок в Вологодской области России.
В рамках организации местного самоуправления входит в состав Ногинского (с 2006 до 2015 гг. Коробицынского) сельского поселения Сямженского муниципального района, с точки зрения административно-территориального устройства — в Семигородний сельсовет Харовского района.
Расположен на левом берегу реки Тафта в месте впадения в неё Норенги. Расстояние до центра муниципального образования Георгиевской по прямой — 19 км. Ближайший населённый пункт — Пирогово.
Посёлок Дружба был построен в 1970-х годах на 97 км Семигородней узкоколейной железной дороги, став самым дальним из лесозаготовительных посёлков Семигороднего лесхоза вместо посёлка Синьгойма на 85 км. Хотя он находится на территории Сямженского района, долгое время он, как и все остальные лесозаготовительные посёлки на УЖД, относился к Семигороднему сельсовету Харовского района. С 1 января 2006 года посёлок вошёл в состав Коробицынского сельского поселения Сямженского района, с точки зрения АТД продолжая входить в Семигородний сельсовет.
До 1994 года в посёлке располагался Тафтинский лесопункт. Дружба — самый труднодоступный из лесных посёлков Семигородней УЖД. Попасть в него можно по грунтовой дороге протяженностью 16 километров отвернув с трассы Георгиевская - Голузино близ деревни Евсютино, а либо по труднопроезжей грунтовой дороге протяженностью 28 километров (от посёлка Красный Бор Тотемского района. В Данный момент дороги Красный Бор - Дружба не существует. Заброшена с 2009 года.).
По переписи 2002 года население — 111 человек (55 мужчин, 56 женщин). Преобладающая национальность — русские (97 %).